# Njörun
En la mitologia nòrdica, Njörun és una dea que apareix en l'Edda prosaica, escrita al segle xiii per Snorri Sturluson, i diversos kenning (incloent una vegada en l'Edda poètica). Teories erudites han proposat que Njörun pot representar la terra. S'han proposat possibles relacions etimològiques amb el déu nòrdic Njörðr i la dea romana Nerio. El nom nòrdic antic Njörun és de vegades utilitzat modernament amb l'anglicisme Niorun.

## Documents
Njörun és a la llista (després de Bil) com a ásynja en l'Edda prosaica, en el llibre Skáldskaparmál. No hi ha més dades fora del seu nom. A més, el nom es dona a un kenning de dona en la poesia de Kormákr Ögmundarson, Hrafn Önundarson i Rögnvaldr Kali, així com en el Krákumál i en versos de la saga Íslendinga, la saga de Njáls i la saga de Harðar. Eld-Njörun (que significa 'foc-Njörun') es presenta en kennings de dones en la poesia de Gísli Súrsson i Björn Breiðvíkingakappi, mentre Hol-Njörun es produeix en un kenning una mica dubtós en una estrofa de Björn hítdælakappi. Draum-Njörun (que significa 'somni Njörun') s'esmenta en el poema de l'Edda poètica, Alvíssmál, com una paraula de la llengua dels nans de la nit. La mateixa paraula apareix en Nafnaþulur.

## Teories
El nom Njörun pot estar etimològicament relacionat amb els noms del déu nòrdic Njörðr i de la dea romana Nerio. Andy Orchard diu que Njörun és una "figura misteriosa (i possiblement fictícia)", de qui no se sap res més. Finnur Jónsson suggereix que Njörun pot ser un nom de la terra.
Albert Murey Sturtevant assenyala que al costat del nom de la dea Gefjon, "l'únic altre nom personal femení que conté el sufix, un és Njǫr-un, gravat únicament en els thulur [...], i en els kvenna heiti ókend. Sigui quina sigui l'arrel de Njǫr- conté ner- com a * Ner-þuz>Njǫrðr), l'addició dels sufixos n- i un semblen tenir un paral·lel exacte a Gef-n : Gefj-un (cf. Njǫr-n : Njǫr-un)."